# Oppland
Oppland ou Oplândia (em latim: Oplandia) era um condado da Noruega, com 25 192 km² de área e 183 174 habitantes. O condado fazia fronteira com os condados Sør-Trøndelag, Møre og Romsdal, Sogn og Fjordane, Buskerud, Akershus.        
A 1 de Janeiro de 2020, este condado tornou-se parte do novo condado de Innlandet, criado pela fusão dos antigos condados de Hedmark e Oppland.    

## Comunas
- Dovre
- Etnedal
- Gausdal
- Gjøvik
- Gran
- Jevnaker
- Lesja
- Lillehammer
- Lom (Noruega)
- Lunner
- Nord-Aurdal
- Nord-Fron
- Nordre Land
- Øystre Slidre
- Østre Toten
- Øyer
- Ringebu
- Sør-Aurdal
- Sel
- Sør-Fron
- Skjåk
- Søndre Land
- Vågå
- Vang
- Vestre Slidre
- Vestre Toten